# Občinska palača, Trst

Občinska palača (italijansko Palazzo del Municipio di Trieste), je stavba občinske uprave, ki se nahaja na osrednjem delu Velikega trga v Trstu, nasproti morja. 

## Zgodovina
Ni znano, kdaj je mesto dobilo prvo mestno hišo, po vsej verjetnosti že kmalu po letu 1250, ko je škofovska oblast začela prehajati v roke mestne uprave. Stala je nasproti sedanje občine s pročeljem proti notranjemu trgu Svetega Petra. Med letoma 1395 in 1398 je dobila svojo drugo lokacijo, nekoliko bolj oddaljeno od morja in mestnega obzidja, ki je potekalo vzdolž obale. Leta 1690 jo je uničil požar, zato so pričeli graditi novo poslopje. Tretja zgradba občinske palače je stala verjetno na starorimskih temeljih prve palače, vendar o njej ni veliko podatkov. Leta 1830 je bila obnovljena, kljub temu so že leta 1871 začeli podirati staro palačo Griot na jugovzhodnem delu trga, da bi na tem mestu zgradili novo mestno hišo, ki stoji še danes.

## Arhitektura
Sedanjo stavbo iz leta 1873 je zasnoval Giuseppe Bruni v gotsko/baročnem slogu. Pritličje sestoji iz urejenega stebrišča, med čigar portali so razni vhodi v palačo in tudi širok prehod skozi palačo samo, ki vodi v stari predel mesta. Pri palači je bilo zgrajeno najprej ogrodje, ki ga je bilo potrebno nato dopolniti z vmesnimi zidovi ter končno umetniško obdelati, kar je bilo v nasprotju z dotedanjo prakso zidanja tržaških zgradb. Zaradi tega novega načina gradnje so Tržačani že od vsega začetka krstili palačo »Palazzo cheba«, kar je narečni izraz za »gajbasta palača«.
Na sredini vrhnjega dela poslopja je širok stolp z uro, nad katero na zvon bijeta čas figuri Mihec in Jakec. Izvirni podobi sta bili bronasti in prvič sta odbili poldne štirinajstega januarja 1875. Ker sta se s časom obrabila, so pred kratkim na njuno mesto namestili repliki obeh kipov. V domišljiji Tržačanov sta Mihec in Jakec alegoriji mestnih prebivalcev, ki natančno vidijo, kaj se dogaja, vendar se ne vmešavajo v politične afere, temveč vestno opravljajo svoje delo. Mihec in Jakec sta po imenih Slovenca in se tudi v italijanščini imenujeta enako, le da je zapis njunih imen prilagojen italijanskemu pravopisu 'Micheze e Iacheze'.